# Erik Liberg
Erik Carl Peter Liberg, född 26 juli 1993, är en svensk friidrottare (höjdhoppare) tävlande för Ullevi FK. Han vann SM-guld i höjdhopp inomhus år 2013.

## Personliga rekord
| Utomhus - Höjdhopp: 2,10 (Borås 8 juni 2013) - Tresteg: 14,30 (Göteborg 29 juni 2014) - Spjut: 52,35 (Kalmar 21 augusti 2015) | Inomhus - 60 meter: 7,68 (Göteborg 10 mars 2012) - 1 000 meter: 3:40,64 (Göteborg 11 mars 2012) - Höjdhopp: 2,17 (Göteborg 28 februari 2013) - Höjdhopp: 2,14 (Norrköping 16 februari 2013) - Stavhopp: 3,24 (Göteborg 11 mars 2012) - Längdhopp: 6,35 (Göteborg 10 mars 2012) - Tresteg: 13,91 (Uddevalla 23 februari 2013) - Femkamp U18: 4 248 (Göteborg 11 mars 2012) |